# Isaurische dynastie
Met de Isaurische dynastie wordt een groep Byzantijnse keizers aangeduid die van 717 tot 802 over het Byzantijnse Rijk regeerden.
De stichter was Leo III van Byzantium, enigszins misleidend bijgenaamd de Isauriër. Deze naam is waarschijnlijk ontstaan als schrijffout van Byzantijnse geschiedsschrijvers, omdat hij niet uit Isaurië afkomstig was, maar uit Syria. De dynastie wordt daarom ook wel de Syrische dynastie genoemd.
In het begin van de achtste eeuw viel na twintig jaar van anarchie een groot deel van het Byzantijnse Rijk in handen van het Arabische Rijk. Een nakende genadeslag kon bij het Beleg van Constantinopel (717-718) op het nippertje vermeden worden door Leo III, samen met de Bulgaarse khan Tervel (zie Leo III van Byzantium).
Het rijk hield stand in het Oosten maar verloor zijn invloed in het Westen.
Deze tijd staat ook bekend als de tijd van het iconoclasme.

Kaart van het Byzantijnse rijk met zijn themata omstreeks 717

## Lijst van de keizers
- Leo III van Byzantium 717-741
- Constantijn V Kopronymos 741-775
- Leo IV van Byzantium 775-780
- Constantijn VI 780-797
- Irene van Byzantium 797-802

Constantijnen · Valentinianen · Theodosianen · Thraciërs · Justinianen · Heracliden · Syriërs · Nikephoriërs . Amoriërs · Macedoniërs · Lekapenen · Macedoniërs · Komnenen · Doukai · Komnenen · Angeloi · Laskariden · Paleologen · Kantakouzenen · Paleologen